# Ambonus lippus
Ambonus lippus là một loài bọ cánh cứng trong họ Cerambycidae.